# Santiago Salfate
Santiago Segundo Salfate Núñez (Iquique, 12 de enero de 1916-Santiago, 24 de septiembre de 2010) fue un futbolista chileno que se desempeñaba como zaguero derecho. Fue campeón con Colo-Colo en 1939, 1941 y 1944, y con Green Cross en 1945. Además fue internacional con la selección chilena, y disputó los Campeonatos Sudamericanos de 1942 y 1946.

## Trayectoria
Nacido en Iquique, comenzó su trayectoria deportiva en el Pueblo Nuevo, en donde se desempeñó en lanzamiento de dardos y salto largo. Comenzó a jugar fútbol en el año 1935 en el Alessandri Boca Juniors que debutaba en primera división de la competencia local. El equipo finalizó la temporada en última posición, desafiliado y con sus jugadores en libertad de acción.
Al año siguiente, Salfate jugó por varios equipos en la misma temporada, por lo que la Asociación de Iquique lo castigó por dos años. Sin embargo, cumplió solo seis meses de esta sanción, ya que fue llamado por la selección iquiqueña a participar del Campeonato Nacional de Football en Valparaíso. En 1937 Salfate formó parte del Norte-América en una gira que hizo el club a Bolivia, en donde jugaron cinco encuentros, perdiendo solamente el partido en donde se enfrentaron a la selección nacional de ese país.
En diciembre de ese 1937 fue parte del seleccionado iquiqueño que disputó contra Colo-Colo el título de Campeón de Chile, ya que Iquique había conquistado el primer lugar en el campeonato nacional de fútbol amateur y Colo-Colo hizo lo propio en el campeonato profesional. A pesar de la victoria de Colo-Colo, Salfate fue una de las figuras del partido, por lo que fue fichado por los albos.
Jugó su primer partido con Colo-Colo el 8 de junio de 1938 en un encuentro frente a Badminton. Junto con su compañero de posición Eduardo Camus consiguieron el Campeonato de Apertura 1938 y el título nacional de 1939, torneo en donde Salfate fue nombrado como el mejor defensa del campeonato.
Ya en 1941 y bajo la dirección técnica de Francisco Platko, Salfate logró el campeonato invicto con Colo-Colo, en una temporada en donde se revolucionó el fútbol local con el sistema táctico del «WM» y en donde Salfate fue el capitán del equipo. Jugó en Colo-Colo hasta el título de 1944, completando 83 encuentros en 7 temporadas.
En 1945 pasó a Green Cross, año en el que conquistó nuevamente el torneo nacional.

## Selección nacional
Fue considerado para el Campeonato Sudamericano 1941 disputado en Santiago, pero una lesión no lo dejó jugar el certamen. Fue seleccionado en el Campeonato Sudamericano 1942 en Montevideo, en donde formó la línea defensiva junto a Humberto Roa. También participó del Campeonato Sudamericano 1946 en Buenos Aires.

### Participaciones en Campeonatos Sudamericanos
| Sudamericano                 | Sede      | Resultado     | PJ | G |
| ---------------------------- | --------- | ------------- | -- | - |
| Campeonato Sudamericano 1942 | Uruguay   | Sexto puesto  | 6  | 0 |
| Campeonato Sudamericano 1946 | Argentina | Quinto puesto | 5  | 1 |

## Clubes
| Club        | País  | Año       |
| ----------- | ----- | --------- |
| Colo-Colo   | Chile | 1938-1944 |
| Green Cross | Chile | 1945-1949 |

## Palmarés

### Campeonatos nacionales
| Título                 | Club        | País  | Año  |
| ---------------------- | ----------- | ----- | ---- |
| Campeonato de Apertura | Colo-Colo   | Chile | 1938 |
| Primera División       | Colo-Colo   | Chile | 1939 |
| Campeonato de Apertura | Colo-Colo   | Chile | 1940 |
| Primera División       | Colo-Colo   | Chile | 1941 |
| Primera División       | Colo-Colo   | Chile | 1944 |
| Primera División       | Green Cross | Chile | 1945 |